# Remo nos Jogos Olímpicos de Verão de 2020 - Oito com masculino
A competição do oito com masculino do remo nos Jogos Olímpicos de Verão de 2020 foi realizada entre 24 e 30 de julho de 2021, no Sea Forest Waterway, em Tóquio. Um total de 63 remadores de 7 Comitês Olímpicos Nacionais (CON) participaram do evento.

## Qualificação
Cada CON pode classificar um único barco de oito remadores e um timoneiro no oito com masculino. Um total de 7 vagas estavam disponíveis, sendo atribuídas da seguinte forma:
- 5 pelo Campeonato Mundial de 2019;
- 2 pelas regatas de qualificação finais.

## Formato
No oito com cada barco é impulsionado por oito remadores e um timoneiro. Por serem barcos de pontas, cada remador tem remos em apenas um lado, de forma alternada; isso contrasta com os barcos parelhos em que cada remador usa dois remos, um de cada lado do barco. A competição consiste em rodadas e usa o formato de duas fases. Por contar com poucos barcos, apenas uma final é realizada para determinar a colocação de cada barco. O percurso usa a distância de 2000 metros que se tornou o padrão olímpico em 1912.
Pela primeira vez nos Jogos Olímpicos, a posição de timoneiro foi aberta a qualquer gênero.

## Calendário
Horário local (UTC+9)
| Dia         | Horário | Fase          |
| ----------- | ------- | ------------- |
| 24 de julho | 12:00   | Eliminatórias |
| 28 de julho | 12:50   | Repescagem    |
| 30 de julho | 10:25   | Final         |

## Medalhistas
|  | NZL Nova Zelândia |  | GER Alemanha |  | GBR Grã-Bretanha |
|  | Tom Mackintosh Hamish Bond Tom Murray Michael Brake Dan Williamson Phillip Wilson Shaun Kirkham Matt Macdonald Sam Bosworth |  | Johannes Weißenfeld Laurits Follert Olaf Roggensack Torben Johannesen Jakob Schneider Malte Jakschik Richard Schmidt Hannes Ocik Martin Sauer |  | Josh Bugajski Jacob Dawson Thomas George Moe Sbihi Charles Elwes Oliver Wynne-Griffith James Rudkin Thomas Ford Henry Fieldman |

## Resultados

### Eliminatórias
Os vencedores de cada bateria se classificam para a final, enquanto o restante disputa a repescagem.
Eliminatória 1
| Pos. | Raia | Remadores | CON                | Tempo   | Notas |
| ---- | ---- | --- | ------------------ | ------- | ----- |
| 1    | 1    | Johannes Weißenfeld Laurits Follert Olaf Roggensack Torben Johannesen Jakob Schneider Malte Jakschik Richard Schmidt Hannes Ocik Martin Sauer (T) | GER Alemanha       | 5:28.95 | Q     |
| 2    | 4    | Ben Davison Justin Best Daniel Miklasevich Austin Hack Alexander Richards Nick Mead Conor Harrity Liam Corrigan Julian Venonsky (T)               | USA Estados Unidos | 5:30.57 | R     |
| 3    | 2    | Alexandru Chioseaua Florin Lehaci Constantin Radu Sergiu Bejan Vlad Dragoș Aicoboae Constantin Adam Florin Arteni Ciprian Huc Adrian Munteanu (T) | ROU Romênia        | 5:39.84 | R     |
| 4    | 3    | Nicholas Lavery Joseph O'Brien Josh Booth Simon Keenan Nicholas Purnell Timothy Masters Angus Dawson Angus Widdicombe Stuart Sim (T)              | AUS Austrália      | 5:43.66 | R     |

Eliminatória 2
| Pos. | Raia | Remadores | CON               | Tempo   | Notas |
| ---- | ---- | --- | ----------------- | ------- | ----- |
| 1    | 2    | Bjorn van den Ende Ruben Knab Jasper Tissen Simon van Dorp Maarten Hurkmans Bram Schwarz Mechiel Versluis Robert Lücken Eline Berger (T) | NED Países Baixos | 5:30.66 | Q     |
| 2    | 1    | Tom Mackintosh Hamish Bond Tom Murray Michael Brake Dan Williamson Phillip Wilson Shaun Kirkham Matt Macdonald Sam Bosworth (T)          | NZL Nova Zelândia | 5:32.11 | R     |
| 3    | 3    | Josh Bugajski Jacob Dawson Thomas George Moe Sbihi Charles Elwes Oliver Wynne-Griffith James Rudkin Thomas Ford Henry Fieldman (T)       | GBR Grã-Bretanha  | 5:34.40 | R     |

### Repescagem
Os quatro primeiros se classificam para a final, enquanto o quinto colocado é eliminado.
| Pos. | Raia | Remadores | CON                | Tempo   | Notas |
| ---- | ---- | --- | ------------------ | ------- | ----- |
| 1    | 3    | Tom Mackintosh Hamish Bond Tom Murray Michael Brake Dan Williamson Phillip Wilson Shaun Kirkham Matt Macdonald Sam Bosworth (T)                   | NZL Nova Zelândia  | 5:22.04 | Q     |
| 2    | 4    | Josh Bugajski Jacob Dawson Thomas George Moe Sbihi Charles Elwes Oliver Wynne-Griffith James Rudkin Thomas Ford Henry Fieldman (T)                | GBR Grã-Bretanha   | 5:23.32 | Q     |
| 3    | 2    | Ben Davison Justin Best Daniel Miklasevich Austin Hack Alexander Richards Nick Mead Conor Harrity Liam Corrigan Julian Venonsky (T)               | USA Estados Unidos | 5:23.43 | Q     |
| 4    | 5    | Nicholas Lavery Joseph O'Brien Josh Booth Simon Keenan Nicholas Purnell Timothy Masters Angus Dawson Angus Widdicombe Stuart Sim (T)              | AUS Austrália      | 5:25.06 | Q     |
| 5    | 1    | Alexandru Chioseaua Florin Lehaci Constantin Radu Sergiu Bejan Vlad Dragoș Aicoboae Constantin Adam Florin Arteni Ciprian Huc Adrian Munteanu (T) | ROU Romênia        | 5:27.14 |       |

### Final
Na regata final são decididos os medalhistas.
| Pos.              | Raia | Remadores | CON                | Tempo   | Notas |
| ----------------- | ---- | --- | ------------------ | ------- | ----- |
| Medalha de ouro   | 2    | Tom Mackintosh Hamish Bond Tom Murray Michael Brake Dan Williamson Phillip Wilson Shaun Kirkham Matt Macdonald Sam Bosworth (T)                   | NZL Nova Zelândia  | 5:24.64 |       |
| Medalha de prata  | 3    | Johannes Weißenfeld Laurits Follert Olaf Roggensack Torben Johannesen Jakob Schneider Malte Jakschik Richard Schmidt Hannes Ocik Martin Sauer (T) | GER Alemanha       | 5:25.60 |       |
| Medalha de bronze | 5    | Josh Bugajski Jacob Dawson Thomas George Moe Sbihi Charles Elwes Oliver Wynne-Griffith James Rudkin Thomas Ford Henry Fieldman (T)                | GBR Grã-Bretanha   | 5:25.73 |       |
| 4                 | 1    | Ben Davison Justin Best Daniel Miklasevich Austin Hack Alexander Richards Nick Mead Conor Harrity Liam Corrigan Julian Venonsky (T)               | USA Estados Unidos | 5:26.75 |       |
| 5                 | 4    | Bjorn van den Ende Ruben Knab Jasper Tissen Simon van Dorp Maarten Hurkmans Bram Schwarz Mechiel Versluis Robert Lücken Eline Berger (T)          | NED Países Baixos  | 5:27.96 |       |
| 6                 | 6    | Nicholas Lavery Joseph O'Brien Josh Booth Simon Keenan Nicholas Purnell Timothy Masters Angus Dawson Angus Widdicombe Stuart Sim (T)              | AUS Austrália      | 5:36.23 |       |